# Ostsachsen
Ostsachsen ist eine Region im Freistaat Sachsen.

## Lage
Eine einheitliche Definition des Begriffes gibt es nicht. Meist wird als „Ostsachsen“ das Territorium der Landkreise Bautzen und Görlitz verstanden, das zum größten Teil zur Oberlausitz gehört. Vereinzelt werden darüber hinaus auch weitere Gebiete zu Ostsachsen gezählt.

## Naturräumliche Gliederung
Ostsachsen liegt gleichermaßen im Naturraum Sächsisch-Niederlausitzer Heideland, Sächsisches Lössgefilde sowie Sächsisches Bergland und Mittelgebirge.